# نيكولاي بوردينكو
نيكولاي نيلوفيتش بوردينكو (بالروسية: Николай Нилович Бурденко، منذ 22 مايو 1876 حتى 11 نوفمبر 1946) كان جراحًا روسيًا وسوفيتيًا، ومؤسس جراحة الأعصاب الروسية. كان جراحًا عامًا للجيش الأحمر (1937-1946)، وأكاديميًا في أكاديمية العلوم في اتحاد الجمهوريات الاشتراكية السوفيتية (من عام 1939)، وأكاديميًا وأول مدير لأكاديمية العلوم الطبية في اتحاد الجمهوريات الاشتراكية السوفيتية (1944-1946)، وبطل العمل الاشتراكي (من عام 1943)، والعقيد العام للخدمات الطبية، والحائز على جائزة ستالين (1941). كان من قدامى المحاربين في الحرب الروسية اليابانية، والحرب العالمية الأولى، وحرب الشتاء، والحرب الألمانية السوفيتية.

## النشأة
ولد نيكولاي بوردينكو في 3 يونيو 1876 في قرية كامينكا في مقاطعة نيجنيلوموفسكي بمحافظة بينزا (كامينكا الحالية، منطقة كامينسكي، أوبلاست بينزا في روسيا)، وهو أحد أبناء نيل كاربوفيتش بوردينكو الثمانية (1839–1906). وفارفارا ماركيانوفنا بوردينكو (نيي سماجينا) (1851-1897). كان جده لأبيه كارب فيودوروفيتش بوردينكو من محافظة ساراتوف حيث عمل هو كمدير عقارات لمالك العقار وزوجته كخادمة. بعد منحهم الحرية انتقلوا إلى بينزا ثم إلى فيرني لوموف من محافظة بينزا. عمل والد نيكولاي أيضًا كمدير عقارات للواء فلاديمير فويكوف الذي خدم في سفيتا لنيقولا الثاني وكان قريبًا من عائلة الإمبراطور. كانت والدة نيكولاي ربة منزل تنحدر من فلاحي محافظة تامبوف.
في عام 1885، أنهى بوردينكو مدرسة كامينكا زيمستفو وفي عام 1886 التحق بمدرسة بينزا اللاهوتية ليدرس كاهنًا أرثوذكسيًا. في عام 1891، دخل مدرسة بينزا اللاهوتية وسرعان ما أُرسل إلى أكاديمية سانت بطرسبرغ اللاهوتية كأفضل طالب. وفي عام 1897، تركها لدراسة الطب في كلية الطب التي افتتحت مؤخرًا بجامعة تومسك الإمبراطورية. وهناك أصبح مفتونًا بعلم التشريح والجراحة، وبحلول الدورة الثالثة عُين كمساعد محقق. ثم استُبعد من الجامعة لمشاركته في إضراب الطلاب الروس عام 1899، ولكن عُفي عنه وأُعيد ليُستبعد للمرة الثانية عام 1901 لنفس السبب. بعد ذلك، اضطر إلى مغادرة تومسك.

## مهنته الطبية
في 11 أكتوبر 1901، التحق بالدورة الرابعة في جامعة يوريف الإمبراطورية (جامعة تارتو حاليًا)، كلية الطب. مرة أخرى، انخرط في حركة الاحتجاج الطلابية واضطر إلى قضاء عام في محافظة خيرسون لعلاج الأطفال المصابين بالتيفوئيد والسل والأمراض الوبائية الأخرى. وعاد بعدها إلى الجامعة. خلال تلك الفترة عمل كثيرًا كجراح وشارك في الحملات الطبية في جميع أنحاء البلاد لمكافحة أوبئة التيفوس والجدري والحمى القرمزية.
في يناير 1904، تطوع بوردنكو للمشاركة في الحرب الروسية اليابانية. خدم في مفرزة الإسعاف الميداني في منشوريا وأصيب برصاصة في ذراعه أثناء إنقاذ الجرحى تحت نيران معادية خلال معركة تي لي سو. حصل على وسام صليب القديس جاورجيوس لخدمته. وسُرّح في ديسمبر وعاد إلى دراسته. وفي عام 1905، دُعي إلى قسم الجراحة في مستشفى مدينة ريغا لممارسة المهنة.
في عام 1906، تخرج بوردنكو من الجامعة وعاد إلى بينزا حيث أصبح جراحًا في مستشفى زيمستفو المحلي. وكان يعمل في نفس الوقت في الوقت على أطروحة حول عواقب ربط الوريد البابي. تأثر بشدة بأعمال إيفان بافلوف التي ألهمته لكتابة خمسة أبحاث علمية. في مارس 1909، حصل على درجة الدكتوراه في الطب وفي العام التالي أصبح طبيبًا خاصًا وأستاذًا مشاركًا في جامعة يوريف.